# Dramaty Cypriana Kamila Norwida

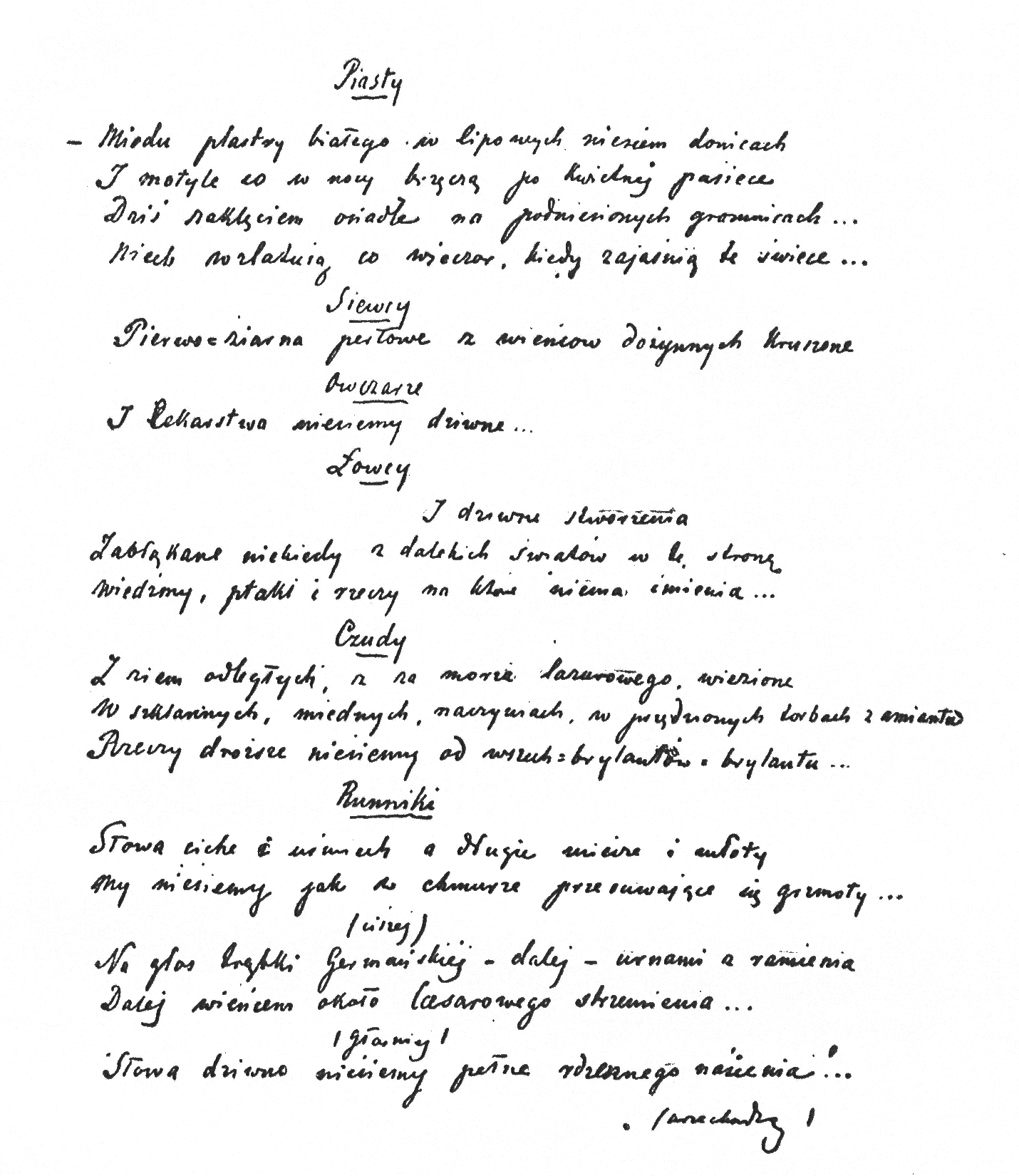
Autograf Wandy.

Dramaty Cypriana Kamila Norwida – korpus utworów dramatycznych autorstwa Cypriana Kamila Norwida liczący sobie 16 utworów.

## Zestawienie dramatów Norwida
| Tytuł                            | Rodzaj              | Data powstania | Data wydania | Data premiery | Liczba wersów |
| -------------------------------- | ------------------- | -------------- | ------------ | ------------- | ------------- |
| Dobrzy ludzie                    | komedia             | 1840-1841      | 1961         |               | 24            |
| Chwila myśli                     | fantazja            | 1841           | 1841         |               | 124           |
| Patkul (zaginął)                 | tragedia            | 1843? 1847?    |              |               |               |
| Wanda I (zaginęła)               | legenda dramatyczna | 1847           |              |               |               |
| Krakus I (zaginął)               | misterium           | ok.1847        |              |               |               |
| Zwolon                           | monologia           | 1848-1849      | 1851         |               | 748           |
| Noc tysiączna druga              | komedia             | 1850           | 1907         | 1908          | 456           |
| Krakus. Książę nieznany          | misterium           | 1851           | 1863         | 1908          | 1010          |
| Wanda                            | misterium           | 1851           | 1902         | 1928          | 384           |
| Teatr bez teatru                 |                     | 1855-1856      | 1912         |               | 47            |
| Słodycz                          | tragedia            | 1855-1856      | 1857         | 1955          | 70            |
| Krytyka                          | poemat dramatyczny  | 1856           | 1912         |               | 102           |
| Auto-da-fé                       | komedia             | 1856-1858      | 1859         |               | 66            |
| Hrabina Palmyra                  | komedia serio       | 1862           | 1956         | 1955          | 411           |
| Aktor I                          | komediodramat       | 1862           |              |               |               |
| Za kulisami                      | tragedia/fantazja   | 1865-1866      | 1912         | 1946          | 1628          |
| Aktor                            | komediodramat       | 1867           | 1937         | 1959          | 1764          |
| Pierścień Wielkiej Damy          | tragedia biała      | 1872           | 1933         | 1936          | 2001          |
| Kleopatra i Cezar                | tragedia            | 1870-1872      | 1904         | 1933          | 2492          |
| Miłość czysta u kąpieli morskich | komedia             | ok. 1880       | 1933         | 1939          | 374           |

## Podział ze względu na rozmiary
- Miniatury: Teatr bez teatru, Słodycz, Krytyka, Auto-da-fé
- Jednoaktówki: Noc tysiączna druga, Miłość czysta u kąpieli morskich
- Sztuki w kilku obrazach: Zwolon (11 obrazów), Wanda (6 obrazów), Krakus (10 obrazów)
- Sztuki kilkuaktowe: Aktor (3 akty), Za kulisami (2 części), Pierścień Wielkiej Damy (3 akty), Kleopatra i Cezar (3 akty)

## Kontrowersja wokół miniatur
Ilość dramatów wchodzących faktycznie do spuścizny dramatycznej Norwida jest kwestią sporną. Zenon Przesmycki, przy pierwszym wydaniu dzieł Norwida w 1912, opublikował miniatury: Teatr bez teatru, Słodycz, Krytyka, Auto-da-fé w tomie poezji. Rozwiązanie to powtórzył w wydaniu z 1937. Odmienne stanowisko zajął w tej sprawie Juliusz Wiktor Gomulicki, który w 1968 roku wydał miniatury dramatyczne Norwida (1971), do których zaliczył oprócz wymienionych czterech utworów, również obydwie jednoaktówki. Przy okazji wydawania Pism wszystkich Norwida, bronił swojej decyzji, wskazując na dwa argumenty: fakt, że sam autor określił je jako utwory dramatyczne (Słodycz to tragedia, Krytyka – poema dramatyczne itd.) oraz na fakt, że opatrzył je didaskaliami. Na podobnym stanowisku stanął Kazimierz Braun (1971, 2019) oraz zespół KUL wydający pisma Norwida.

## Czas powstania dramatów
Pierwsze próby dramatyczne Norwida pochodzą z warszawskiego okresu jego życia, z lat 1840-1841. Powstały wówczas dwa niewielkie utwory: Dobrzy ludzie i Chwila myśli. Do tego rodzaju wypowiedzi artystycznej powrócił poeta po dłuższej przerwie na przełomie lat 40. i 50. Powstały wówczas utwory mitologiczno-polityczne: Wanda I (1847), Krakus I (1848) i Zwolon (1848-1849), komedia obyczajowa Noc tysiączna druga (1850) i drugie wersje zaginionych Wandy i Krakusa (1851). W połowie lat pięćdziesiątych (1855-1858) stworzył Norwid tylko kilka drobiazgów dramatycznych: Teatr bez teatru, Słodycz, Krytykę, Auto-da-fé.
Najbardziej twórczym okresem dla Norwida jako dramaturga okazało się dziesięciolecie 1862-1872. W 1862 rozpoczął pracę nad Hrabiną Palmyrą, którą porzucił po napisaniu kilku scen na rzecz pierwszej wersji Aktora. W latach 1865–1866, pod wrażeniem upadku powstania styczniowego, powstały tragedia Tyrtej i komedia Za kulisami połączone w dyptyk Za kulisami. W 1867 powrócił Norwid do Aktora, którego mocno zmienił i prawie dwukrotnie rozbudował. W latach 1870–1872 napisał większość scen tragedii Kleopatra i Cezar. Pracę nad tragedią przerwał, by wziąć udział w konkursie dramatycznym, na który przygotował komedię Pierścień Wielkiej Damy (1872).
W ostatnich latach życia tylko raz jeden zwrócił się w stronę dramatu pisząc, krótką, jednoaktową, komedię Miłość czysta u kąpieli morskich (ok. 1880).

## Publikacja dramatów
Norwidowi udało się opublikować zaledwie kilka ze swoich dramatów: młodzieńczą Chwilę myśli (1841), Zwolona (1851), Krakusa w zbiorze Poezji (1863) i dwie miniatury: Słodycz (1857) i Auto-da-fé (1859).
Najwięcej dramatów ukazało się przed I wojną światową: Wanda (1902) oraz Kleopatra i Cezar (1904) w Chimerze Przesmyckiego, Noc tysiączna druga (1907) w krakowskiej Krytyce, Za kulisami, Krytyka i Teatr bez teatru w wydanych przez Przesmyckiego w 1912 tomach A i C Pism zebranych.
W latach trzydziestych Przesmycki wydał jako osobny tomik Pierścień Wielkiej Damy (1933) i w tym samym roku w 11 numerze Drogi: Miłość czystą u kąpieli morskich, a w 1937 w 4 tomie Wszystkich pism po dziś w całości lub fragmentach odszukanych – Aktora.
Po drugiej wojnie światowej zostały jeszcze wydane staraniem J. W. Gomulickiego fragmenty Hrabiny Palmyry (1956) i urywek Dobrych ludzi (1961).

## Stan tekstu
W całości zachowały się: młodzieńcza Chwili myśli, miniatury: Słodycz, Auto-da-fé i Krytyka. misteria: Krakus i Wanda, monologia: Zwolon, a z pozostałych utworów obie jednoaktówki: Noc tysiączna druga i Miłość czysta u kąpieli morskich, oraz  jedna trzyaktówka Pierścień Wielkiej Damy.
Nieukończona pozostała miniatura Teatr bez teatru. Nie ukończył też Norwid Hrabiny Palmiry. Pracę nad nią przerwał aby napisać komedię Aktor. Kilka lat później postanowił napisać ją na nowo, niszcząc przy tym wykorzystane karty pierwszej wersji. Ostatecznie nie dokończył pracy nad nią nieukończone pozostały II i III scena III aktu i finał, który zachował się w pozostałościach po wersji pierwszej jako Epod. Dyptyk Za kulisami uległ z kolei zniszczeniu, choć w nierównym stopniu. Pierwsza część, tragedia Tyrtej, nie posiada pięciu kart sceny wstępnej oraz zakończenia sceny IV. Z kolei w drugiej części brak zakończenia sceny II i jednej karty rękopisu w scenie IV. Kleopatra i Cezar pozostała niedokończona. Tragedii w III akcie brak zakończenia scen II i III, zachował się natomiast fragment finałowej sceny VI. Z młodzieńczych Dobrych ludzi odnalazł się jedynie fragment - 42 wersy.

## Dramaty zaginione
Rejestr utworów dramatycznych Norwida zawiera również utwory, z których nie ocalał najmniejszy fragment. Najstarszym z nich jest tragedia historyczna Patkul, poświęcona losom Jana Reinholda Patkula, szlachcica inflanckiego, ściętego z rozkazu króla szwedzkiego w Kazimierzu Biskupim w 1707. Norwid rozpoczął pracę nad dramatem w 1842. Ostatnia wzmianka na jego temat pochodzi ze stycznia 1848. Utwór nie został najprawdopodobniej ukończony, a autograf mógł zniszczyć sam Norwid.
Kolejnym dramatem, który zaginął była pierwsza wersja Wandy. Jej rękopis przekazany przez Edmunda Chojeckiego do druku na początku 1848, zaginął w drukarni podczas rewolucji lutowej w Paryżu. W niewyjaśnionych okolicznościach zaginął również przed 1851 rękopis pierwszej wersji Krakusa.
Stosunkowo najmniej wiadomo o zagadkowej komedii współczesnej, na której ślad natrafił Zenon Przesmycki przed 1912. Od wiarygodnej osoby Przesmycki dowiedział się o istnieniu utworu dramatycznego, którego osobliwością było to, że występowały w nim pod własnymi nazwiskami ogólnie znane postacie, żyjące współcześnie. Nigdy nie natrafiono na ślad takiego utworu, chyba że informatorowi Przesmyckiego chodziło o Aktora, którego postacie były rzeczywiście były wzorowane na osobach współczesnych poecie, a dwie z nich nosiły nawet nazwiska podobne do autentycznych (Pszonkson – Bogumił Dawison, książę Filemon, co oznacza Lubomir – książę Marceli Lubomirski). 
Ostatnim zaginionym utworem Norwida o charakterze dramatycznym było libretto do czteroaktowej opery Antoniego Kątskiego Marcela. Kątski wystawił ją w 1881 w Paryżu z librettem B. Lopeza opartym na utworze Le Tribut de Cent Vierges (1839). W 1882 pragnął wystawić operę w Warszawie po polsku i poprosił Norwida, by we współpracy z Heliodorem Rochlitzem opracował przystosował libretto. Rękopis Marceli (muzyka i tekst) dotarły wkrótce do Warszawy, gdzie go kilkakrotnie skopiowano. W okresie międzywojennym wiedziano o trzech takich kopiach znajdujących w zbiorach dwóch różnych teatrów warszawskich. Niestety wszystkie zaginęły podczas drugiej wojny światowej.

## Klasyfikacja
Komedie: młodzieńczy Dobrzy ludzie, jednoaktówka Noc tysiączna druga, miniatury: Chwila myśli, Krytyka i Auto-da-fé.
Wysokie komedie (les hautes comediés) albo białe tragedie: komedie poważne albo tragedie bez krwawego zakończenia: Pierścień Wielkiej Damy i Miłość czysta u kąpieli morskich.
Tragikomedie: związane ze sobą komediodramy Hrabina Palmyra i Aktor, a także połączone w dyptyk tragedia i komedia Za kulisami.
Tragedie: miniatura Słodycz oraz Kleopatra i Cezar.